# HD 89744
HD 89744 — кратная звезда в созвездии Большой Медведицы на расстоянии приблизительно 126 световых лет (около 38,7 парсек) от Солнца. Возраст звезды определён как около 2,37 млрд лет.
Вокруг звезды обращается, как минимум, две планеты.

## Характеристики
Первый компонент (WDS J10222+4114A) — жёлто-белая звезда спектрального класса F5, или F7V. Видимая звёздная величина звезды — +5,782m. Масса — около 1,498 солнечной, радиус — около 2,195 солнечного, светимость — около 6,376 солнечной. Эффективная температура — около 6127 K.
Второй компонент (2MASS J10221489+4114266) — коричневый карлик спектрального класса L0, или L0,5. Видимая звёздная величина звезды — +14,9m. Удалён на 63,1 угловой секунды.
Третий компонент (2MASS J10220858+4113215) — красная или оранжевая звезда спектрального класса M-K. Видимая звёздная величина звезды — +15,9m. Эффективная температура — около 3827 K. Удалён на 30,7 угловой секунды.
Четвёртый компонент (WDS J10222+4114D) — красный карлик спектрального класса M8V. Удалён на 11,6 угловой секунды.
Пятый компонент (SDSS J102212.34+411348.3) — оранжевый карлик спектрального класса K. Видимая звёздная величина звезды — +12m. Радиус — около 0,53 солнечного, светимость — около 0,070 солнечной. Эффективная температура — около 4149 K. Удалён на 22 угловых секунды.
Шестой компонент (WDS J10222+4114F). Видимая звёздная величина звезды — +12,2m. Удалён от первого компонента на 45,3 угловой секунды, от пятого компонента на 24,2 угловой секунды.
Седьмой компонент (WDS J10222+4114G). Удалён от пятого компонента на 25,7 угловой секунды, от шестого компонента на 1,4 угловой секунды.
Восьмой компонент (WDS J10222+4114H). Видимая звёздная величина звезды — +18,4m. Удалён на 5,6 угловой секунды.

## Планетная система
В 2000 году командой американских астрономов из Ликской обсерватории было объявлено об открытии планеты HD 89744 b. Это газовый гигант, превосходящий по массе Юпитер в 7 с лишним раз. Она обращается по вытянутой эллиптической орбите на среднем расстоянии 0,88 а.е. от родительской звезды. Наблюдения за планетой проводились начиная с 1996 года в обсерватории Уиппла, затем в Ликской обсерватории. Открытие было совершено методом Доплера.
В 2013 году в системе была обнаружена планета HD 89744 c. Открытие было совершено методом Доплера.
В 2019 году учёными, анализирующими данные проектов HIPPARCOS и Gaia, у звезды обнаружена планета HIP 50786 d.